# Glycosmis mansiana
Glycosmis mansiana là một loài thực vật có hoa trong họ Cửu lý hương. Loài này được V.Naray. mô tả khoa học đầu tiên năm 1941.